# Gulftown
Gulftown je generacija Intelovih 6-jedrnih procesorjev, katerih glavni in najbolj znani predstavnik je I7 980X ter še nekaj serij Xeonov. Intelu prinašajo še dodatno prednost pred AMD-jem. So na ležišču LGA - 1366 in delujejo z vezni čipovjem x58 (kar pomeni, da lahko teče na starejših matičnih ploščah, rabi le nadgraditev BIOS-a). I7 980x v ZDA stane 999 dolarjev.
Imajo sposobnost poganjanja 12 niti sočasno, s tehnologijo hyper-threading in imajo 12-Mb tretjenivojskega (L3) predpomnilnika, odklenjen FSB ter množilnik. TDP je 130W. I7 980x deluje na frekvenci 3.33 GHz.